# 安定 (楊鎮龍)
安定（1289年二月—十月）為元朝民變起事領袖杨镇龙的年号，前后共9个月。

## 西曆紀年對照表
| 安定 | 元年   |
| ---- | ------ |
| 公元 | 1289年 |
| 干支 | 己丑   |

## 同期存在的其他政权年号
- 其他时期使用的安定年号
- 中國
  - 至元（1264年－1294年）：元朝—元世祖之年号
- 越南
  - 重興（1285年－1293年）：陳朝—陳仁宗陳昑之年号
- 日本
  - 正应（1288年－1293年）：伏見天皇之年號

## 深入閱讀
- 李崇智. . 北京: 中華書局. 2004年12月. ISBN 7101025129.
- 鄧洪波. . 臺北: 國立臺灣大學東亞經典與文化研究計劃. 2005年3月  [2021-12-05]. ISBN 9789860005189. （原始内容 (pdf)存档于2007-08-25）.

## 參看
- 中国年号索引